# Lotta från Uppfinnarbyn
Lotta från Uppfinnarbyn (estniska: Leiutajateküla Lotte) är en estnisk-lettisk animerad film från 2006 i regi av Janno Põldma och Heiki Ernits efter ett manus av Heiki Ernits, Andrus Kivirähk och Janno Põldma.

## Handling
Någonstans i Europa, vid det stora havet, finns en by med uppfinnare, där det är en ära att tillverka alla typer av användbara hushållsprylar. Varje år anordnar byborna en tävling för nya uppfinnare. En av de mest kända uppfinnarna är Oskar, pappa till den energiska hundtjejen Lotte. Hennes främsta rival är kaninen Adalbert, vars man också deltar i tävlingen med hela sitt hjärta. På tröskeln till nästa tävling hittar Lotte och hennes vän kattungen Bruno en bok indränkt i havet, från vilken biet Susumu, en trädgårdsmästare från avlägsna Japan, klättrar ut. Susumu lär byborna några judokastningar innan tävlingen, som de senare ivrigt kommer att använda för att underlätta sin vardag.

## Rollista
- Evelin Võigemast — Lotte
- Andero Ermel — Bruno
- Lembit Ulfsak — Oskar
- Peeter Oja — Adalbert
- Elina Reinold — Susumu
- Argo Aadli — Albert
- Mait Malmsten — Jaak
- Garmen Tabor — Anna
- Aarne Üksküla — Mutt James
- Peeter Tammearu — Mutt John
- Piret Kalda — Paula
- Argo Aadli — Theodor
- Tõnu Oja — Giovanni
- Harriet Toompere — Sophie
- Margus Tabor — Klaus
- Anu Lamp — Julia
- Anne Reemann — Helmi
- Marko Matvere — Mati
- Tiit Sukk —Väino
- Ain Lutsepp — Eduard
- Roman Baskin — judodomare
- Tiit Sukk — radiopratare
- Tõnu Kark — jurymedlem Bruno

### Svenska röster
- Frida Nilsson — Lotta
- Robin Bivefors — Bruno
- Pierre Lindstedt — Jack
- Malin Berg
- Daniel Bergfalk
- Åsa Bergfalk
- Emmi Björkman
- Niclas Ekholm
- Andreas Eriksson
- Christian Fex
- Monica Forsberg
- Niclas Fransson
- Christian Jernbro
- Peter Kjellström
- Linus Lindman
- Maria Ljungberg
- Claes Ljungmark
- Cecilia Lundh
- Åke Norén
- Johan Svensson
- Kia Skog
- Gunnar Uddén
- Johan Wilhelmsson

- Svensk version producerades av KM Studio AB[13]